# Chronologie du Luxembourg
Pour un article rédigé, voir Histoire du Luxembourg.
Cette chronologie de l'histoire du Luxembourg nous donne les clés pour mieux comprendre l'histoire du Luxembourg, l'histoire des peuples qui ont vécu ou vivent dans l'actuel Luxembourg.

## Moyen Âge

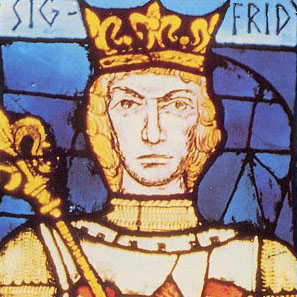
Sigefroid de Luxembourg.

- 962 : Création de l’Empire germanique par Othon Ier.
- 963 : Le comte Sigefroi acquiert le fortin appelé Lucilinburhuc par une charte d’échange avec l’abbaye Saint-Maximin de Trèves.
- 1308 : Henri VII, comte de Luxembourg, est élu roi d’Allemagne. Il se fait couronner empereur à Rome en 1312.
- 1310 : Jean l’Aveugle épouse Élisabeth, l’héritière du royaume de Bohême. Les comtes de Luxembourg deviennent rois de Bohême.
- 1337 : Début de la guerre de Cent Ans.
- 1354 : L’empereur Charles IV élève le comté de Luxembourg au rang de duché et le cède à son demi-frère Wenceslas Ier.
- 1364 : Avec l’acquisition définitive du comté de Chiny, les possessions des ducs de Luxembourg atteignent leur plus grande étendue (10 000 km2)
- 1388 : Wenceslas II donne le duché de Luxembourg en hypothèque à son cousin Josse de Moravie.
- 1437 : Mort de Sigismond, dernier empereur de la maison de Luxembourg.
- 1443 : Philippe le Bon, duc de Bourgogne, conquiert la ville de Luxembourg. Le duché de Luxembourg entre dans la région des Pays-Bas.

## Époque moderne

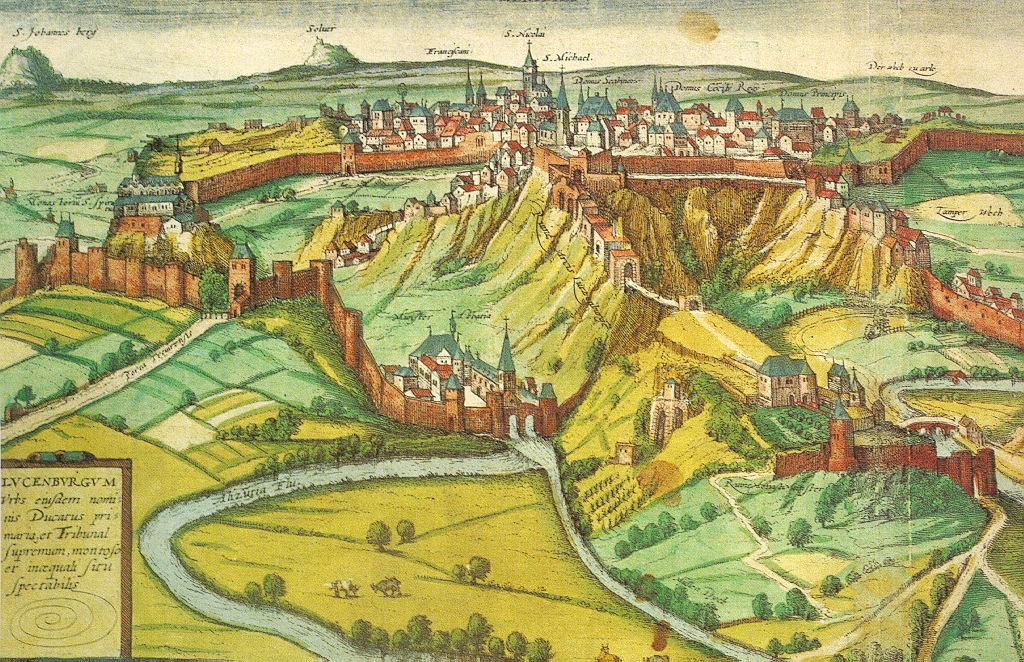
La ville de Luxembourg par Georg Braun et Franz Hogenberg en 1598.

- 1555 : Abdication de Charles Quint en faveur de son fils Philippe II. Les Pays-Bas et le duché de Luxembourg passent aux Habsbourg d’Espagne.
- 1659 : Par le traité des Pyrénées, l’Espagne cède la partie méridionale du duché de Luxembourg, avec notamment la ville de Thionville, à la France.
- 1661 : Début du règne personnel de Louis XIV.
- 1684 : Après un siège dirigé par Vauban, les troupes de Louis XIV prennent la ville et forteresse de Luxembourg. D’importants travaux de fortification sont entrepris.
- 1697 : Par le traité de Ryswick, Louis XIV doit restituer le duché de Luxembourg à l’Espagne.
- 1701-1714 : Guerre de Succession d’Espagne.
- 1715 : Après la guerre de Succession d’Espagne, les provinces des Pays-Bas sont attribuées à Charles VI d’Autriche en compensation. Le Luxembourg passe sous régime autrichien.

## Époque contemporaine

### XVIIIesiècle

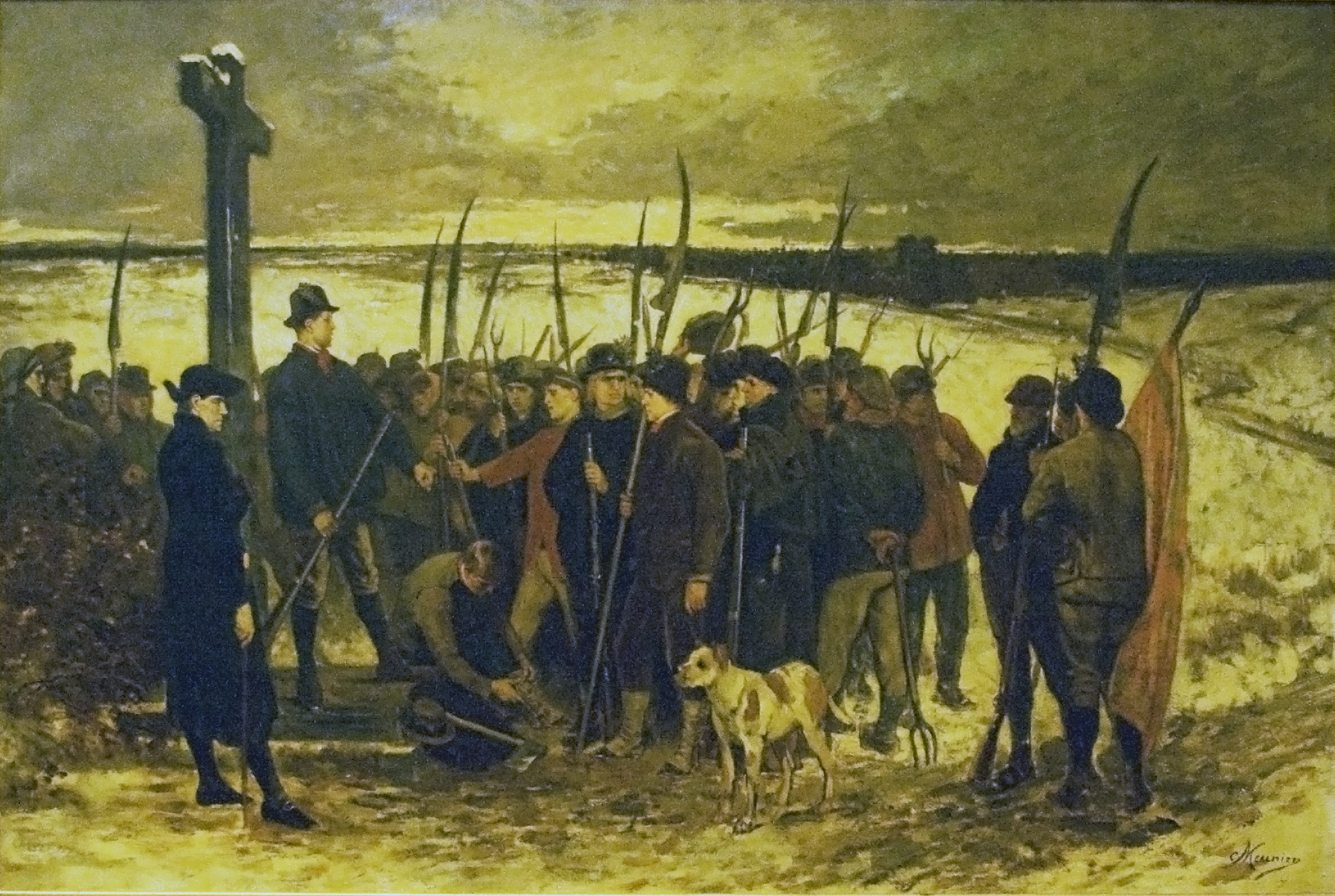
La guerre de paysans – le rassemblement, huile sur toile de Constantin Meunier, 1875.
Meunier Museum, Bruxelles.

- 1789 : Début de la Révolution française.
- 1795 : Après un blocus de plus de sept mois par les troupes de la Révolution française, la forteresse capitule. Le Luxembourg devient le département des Forêts.
- 1798 : Soulèvements au Luxembourg contre l’introduction du service militaire généralisé et la politique antireligieuse du Directoire (« Klëppelkrich » – guerre des gourdins)

### XIXesiècle

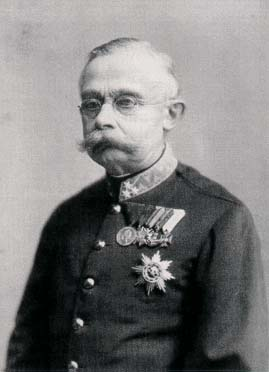
Le Grand-Duc Adolphe de Luxembourg.

- 1804 : Introduction du code Napoléon au Luxembourg, alors département des Forêts de la République française.
- 1815 : Congrès de Vienne. Création du grand-duché de Luxembourg, attribué en union personnelle à Guillaume Ier, roi des Pays-Bas. Démembrement territorial : les territoires luxembourgeois de l’Eifel et de l’autre côté de la Moselle, de la Sûre et de l’Our sont attribués à la Prusse. Entrée dans la Confédération germanique. Luxembourg devient une forteresse fédérale et accueille une garnison prussienne.
- 1830 : Début de la révolution belge.
- 1839 : Traité de Londres. Le Luxembourg est partagé en deux, la partie occidentale va à la Belgique, la partie orientale continue à former le Grand-Duché. Le Luxembourg acquiert sa forme géographique actuelle (2 586 km2)
- 1842 : Le Luxembourg entre dans le Zollverein, établissant l’union économique avec la Prusse qui durera jusqu’en 1918. Découverte de gisements miniers dans le sud du pays.
- 1848 : Le Luxembourg se dote d’une constitution qui garantit les libertés et les droits fondamentaux des citoyens.
- 1867 : Traité de Londres. Le grand-duché de Luxembourg obtient le statut d’un État perpétuellement neutre et désarmé. La garnison prussienne quitte la forteresse, qui est démantelée.
- 1870 : Le vicariat apostolique est érigé en évêché de Luxembourg par le pape Pie IX. Construction des premières usines sidérurgiques dans le bassin minier.
- 1871 : Création de l’Empire allemand (IIe Reich).
- 1886 : Naissance de Robert Schuman, père de l’Europe, à Luxembourg-Ville.
- 1890 : Avènement au trône du grand-guc Adolphe de Nassau-Weilbourg. Le Luxembourg obtient sa propre dynastie.

### XXesiècle

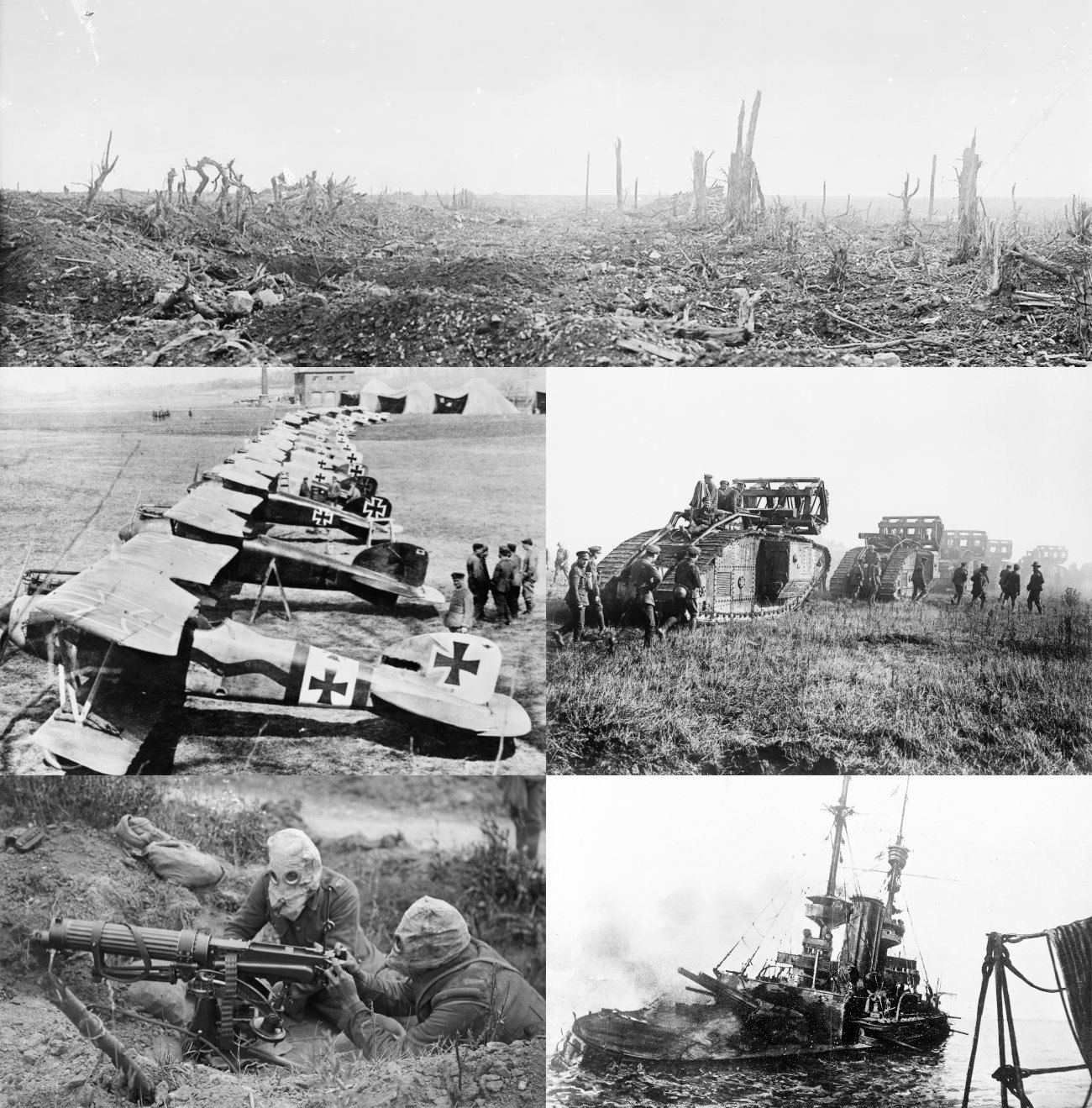

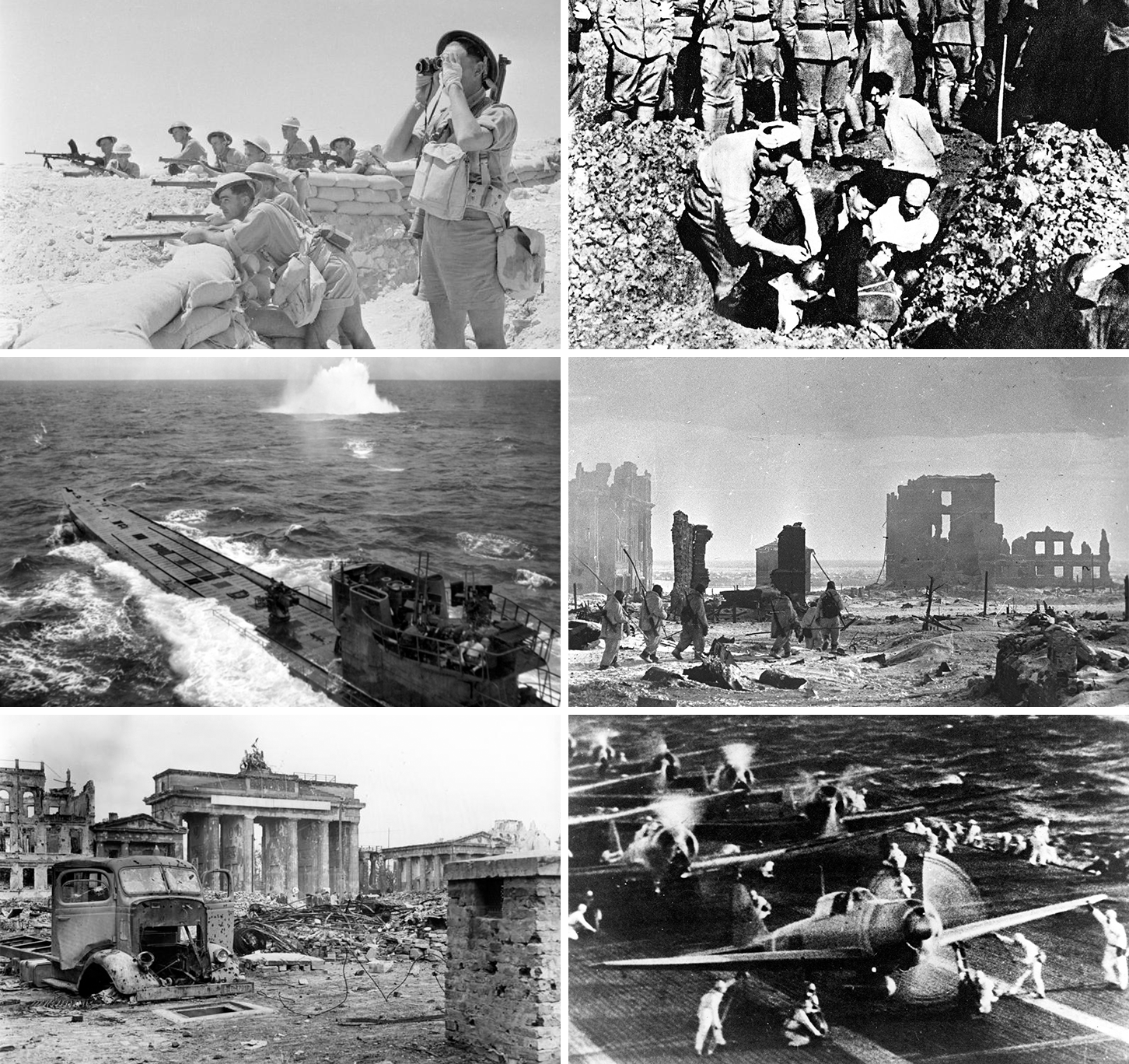

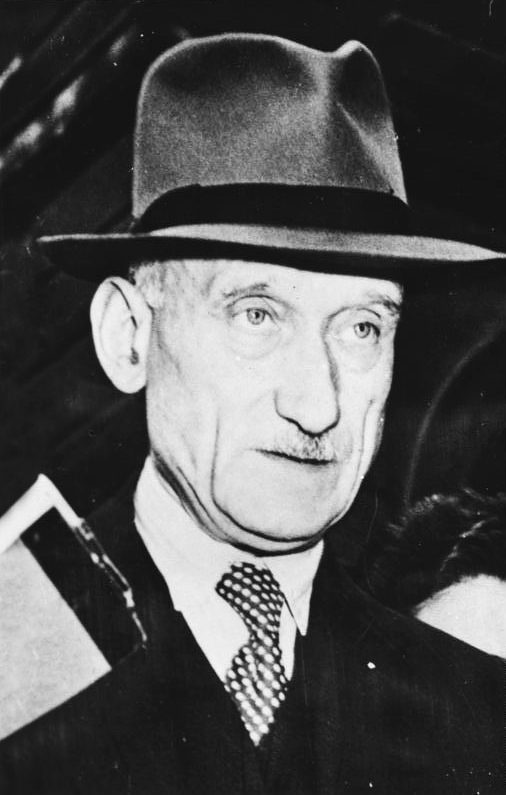
Robert Schuman en 1949.

- 1902-1914 : Naissance des trois partis qui détermineront longtemps la vie politique au XXe siècle : socialiste, libéral et chrétien-social.
- 1911 : Création de l’ARBED, qui devient le principal groupe sidérurgique luxembourgeois.
- 1912 : Avènement au trône de la grande-duchesse Marie-Adélaïde, première souveraine à être née sur le territoire national depuis Jean l’Aveugle.
- 1914-1918 : Première Guerre mondiale.
  - 1914 : Le 2 août 1914, les troupes allemandes envahissent le grand-duché de Luxembourg en violant sa neutralité acquise par le traité de Londres (1867).
- 1919 : Abdication de la grande-duchesse Marie-Adélaïde au profit de sa sœur Charlotte. Introduction du suffrage universel. Double référendum : les Luxembourgeois votent à 80 % pour le maintien de la dynastie et à 73 % pour une union économique avec la France.
- 1920 : La France ayant refusé l’offre luxembourgeoise, le Luxembourg entame des négociations avec la Belgique.
- 1921 : Le Luxembourg signe l’UEBL avec la Belgique.
- 1929 : Trois mois avant le grand krach de Wall Street, une loi sur les sociétés holding essaie d’attirer des investissements internationaux. Cette loi ne portera ses fruits qu’à partir des années 1960.
- 1937 : Référendum sur la loi dite « muselière ».
- 1939 : Seconde Guerre mondiale.
  - 1940 : Le 10 mai 1940, le Luxembourg neutre est envahi par l’armée allemande. La souveraine et le gouvernement partent en exil.
  - 1944 : Le 10 septembre 1944, la ville de Luxembourg est libérée par les Américains.
  - 1944-1945 : La bataille des Ardennes dévaste le nord et l’est du pays après le retour offensif des Allemands.
- 1947 : Ratification de la convention du Benelux, une union douanière entre la Belgique, les Pays-Bas et le Luxembourg.
- 1949 : Après avoir abandonné sa neutralité (1948), le Luxembourg adhère à l’OTAN.
- 1951 : Le Luxembourg est un des membres fondateurs de la CECA, précurseure de l’Union européenne.
- 1952 : La ville de Luxembourg est retenue comme siège provisoire de la première communauté européenne.
- 1957 : Le Luxembourg signe, avec la Belgique, les Pays-Bas, l’Italie, l’Allemagne et la France, les traités de Rome qui créent la CEE et la Communauté européenne de l’énergie atomique (Euratom).
- 1963 : Première émission euro-obligataire cotée à Luxembourg. Le développement des euro-marchés entraîne l’émergence de la place financière au cours des années 1960.
- 1964 : Abdication de la Grande-Duchesse Charlotte en faveur de son fils Jean.
- 1973 : Premier choc pétrolier. La crise qui s’ensuit frappe l’économie luxembourgeoise de plein fouet.
- 1981 : Fermeture de la dernière mine de fer du pays.
- 1984 : Le luxembourgeois devient langue nationale.
- 1985 : Le pape Jean-Paul II, en visite au Luxembourg, élève le pays au rang d’archevêché.
- 1985 : Les accords de Schengen sont signés au village luxembourgeois du même nom.
- 1986 : Attribution du prix Charlemagne au peuple luxembourgeois en reconnaissance de son engagement pour l’Europe.
- 1989 : Chute du mur de Berlin.
- 1992 : Le sommet européen d’Édimbourg confirme la ville de Luxembourg comme siège des institutions communautaires à côté de Bruxelles et Strasbourg.
- 1997 : Arrêt du dernier haut fourneau luxembourgeois. La production sidérurgique se limite désormais au procédé de la filière électrique.

### XXIesiècle

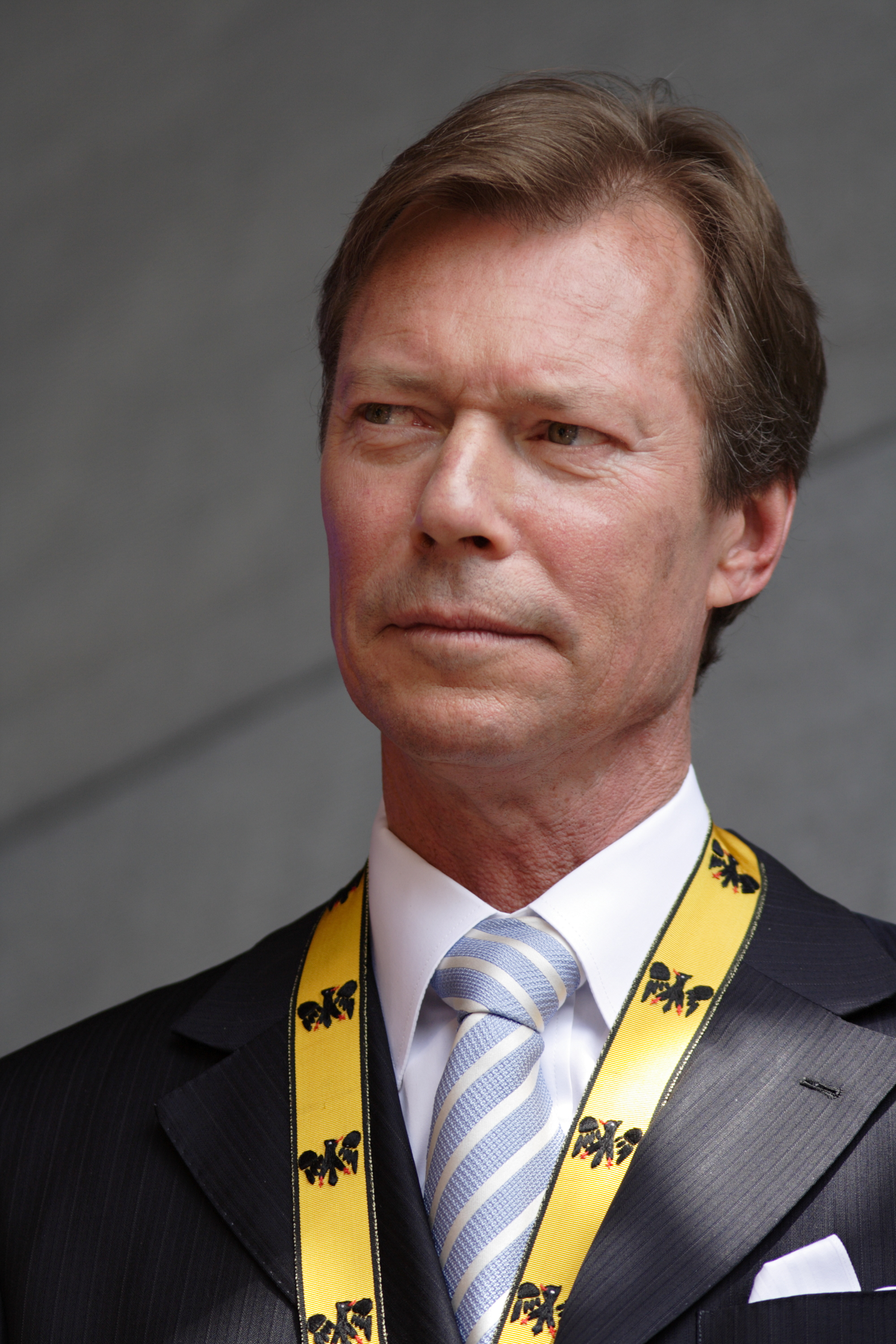
Henri de Luxembourg en 2009.

- 2000 : Abdication du grand-duc Jean en faveur de son fils Henri.
- 2001 : Attentats terroristes du 11 septembre contre les tours du World Trade Center à New York et le Pentagone à Washington.
- 2002 : L’euro entre en circulation et remplace le franc luxembourgeois.
- 2003 : Création de l’université du Luxembourg.
- 2008 : La faillite de la banque américaine Lehman Brothers entraîne une crise financière mondiale.
- 2014 : Révélations dans le scandale des Luxleaks.
- 2017 : Le tramway fait son retour dans la capitale après un demi-siècle d'absence.
- 2020 : Le Luxembourg devient le premier pays au monde a rendre les transports en commun gratuits à l'échelle nationale.